# Ergéos
Dans la mythologie grecque, Ergéos est cité par Hygin comme le père de Céléno (une des Pléiades). Néanmoins, la tradition dominante fait des Pléiades les filles d'Atlas et de Pléioné.

## Source
- Hygin, Fables [détail des éditions] [(la) lire en ligne] (CLVII).